# باشگاه فوتبال المبره
باشگاه المبره یک باشگاه فوتبال مستقر در طارق المطر، منطقه‌ای در بیروت، لبنان است که در لیگ برتر لبنان رقابت می‌کند. آنها که در سال ۱۹۸۷ تأسیس شدند، یک جام حذفی لبنان را در سال ۲۰۰۸ به دست آوردند.
این باشگاه به تدریج در بخش‌های مختلف پیشرفت کرد و سپس در سال ۱۹۸۹ برای اولین بار به لیگ برتر لبنان راه یافت. المبره پیوندهایی با شیعیان دارد.